# Oeventroper Ruhrtal
Das Oeventroper Ruhrtal, auch Mittelruhrdurchbruch genannt, ist eine naturräumliche Einheit mit der Ordnungsnummer 334.1 innerhalb des Nordsauerländer Oberlands (334). Es umfasst laut dem Handbuch der naturräumlichen Gliederung Deutschlands das bis zu 250 m tiefe Durchbruchstal der Ruhr mit seinen begleitenden Höhen zu beiden Seiten des Flusses durch das Nordsauerländer Oberland. Es erstreckt sich dem Flusslauf folgend zwischen dem Mescheder Ortsteil Freienohl und dem Arnsberger Ortsteil Neheim sowie der Wennemener Mark im Arnsberger Wald nördlich der Ruhr bei Meschede.  Weitere Orte im Naturraum sind die Arnsberger Ortsteile Oeventrop, Rumbeck, Niedereimer, Bruchhausen und Hüsten sowie der Arnsberger Hauptort.
Die Ruhr mäandert windungsreich zwischen den steilen, zum Fluss abfallenden Hängen. Der obere Bereich der Steilhänge ist schroff und überwiegend waldbedeckt, der untere Talbereich ist dagegen von breiten und offenen Terrassen geprägt.

## Naturräumliche Gliederung
Das Oeventroper Ruhrtal untergliedert sich wie folgt in kleinteiligere naturräumliche Einheiten:
- 334.1 Oeventroper Ruhrtal

- 334.10 Rumbecker Hänge
- 334.11 Oeventroper Ruhrtalgrund
- 334.12 Glösingen-Enster Hänge (mit Wennemer Mark)